# Ernst Adolph (Fußballspieler)
Ernst Adolph (* 18. Februar 1930; † 4. Februar 2021) war ein deutscher Fußballspieler.

## Sportlicher Werdegang
Adolph rückte 1950 in die Wettkampfmannschaft des Freiburger FC, der aus der Oberliga Süd abgestiegen war. In der II. Division etablierte er sich als Stammtorhüter und gewann mit der Mannschaft um Rudi Bantle, Heinz Flöhl, Theo Ketterer und Albert Liechty 1951 den Südbadischen Pokal, als im Endspiel der FC Singen besiegt wurde. Der Klub spielte in der Meisterschaft jedoch vornehmlich gegen den Abstieg. 1953 verpflichtete der FFC mit Heinz Fralopp einen Konkurrenten, der Adolph zeitweise verdrängen konnte. Ab der Spielzeit 1954/55 war Adolph jedoch wieder Stammspieler und bestritt 33 der 34 Saisonspiele. In der folgenden Saison stand er in allen Spielen zwischen den Pfosten, die von Hans Wendlandt trainierte Mannschaft stieg als Zweitligameister wieder in die Oberliga auf. Nach dem Aufstieg verstärkte sich der Klub mit dem vom Karlsruher SC kommenden Hans Göhringer als neuer Nummer 1. Am 7. Spieltag der Oberliga-Spielzeit 1956/57 kam er bei der 1:3-Niederlage beim SSV Jahn Regensburg zu seinem Debüt, musste aber nach einem Pressschlag mit einem Gegenspieler beim Stand von 1:1 in der 30. Spielminute verletzt vom Spielfeld und wurde in Ermangelung erlaubter Auswechslungen vom Feldspieler Hans Faber vertreten. Dies blieb sein einziger Oberligaeinsatz, er beendete seine Karriere nach 171 Ligaspielen für den Deutschen Meister von 1907 als Sportinvalide.